# Garneau-Québecor
El Garneau-Québecor, (codi UCI: GQC) és un equip ciclista professional quebequès amb categoria Continental. Creat el 2000 per dedicar-se a la promoció del ciclisme en edats infantils. A partir del 2006 la formació ja té un equip per a juvenils en busca de nous talents de cara el Jocs Olímpics de 2008. El 2012 amb l'arribada del patrocini de l'empresa Québecor, permet que l'any següent obtingui la llicència UCI i pugui competir als circuits continentals.

## Principals victòries

### Grans Voltes
- Tour de França
  - 0 participacions

- Giro d'Itàlia
  - 0 participacions

- Volta a Espanya
  - 0 participacions

## Composició de l'equip
| \| Llista de l'equip 2016 \| Llista de l'equip 2016 \| Llista de l'equip 2016 \| Llista de l'equip 2016 \| \| Ciclista \| Data de naixement \| Equip previ \| \| \| --------------------------------------- \| ---------------------- \| ---------------------- \| ---------------------- \| \| David Boily \| 28 de abril de 1990 \| SpiderTech-C10 (2013) \| \| \| Olivier Brisebois \| 12 de abril de 1995 \| \| \| \| Alexis Cartier \| 12 de gener de 1991 \| \| \| \| Simon-Pierre Gauthier \| 25 de febrer de 1993 \| \| \| \| Bruno Langlois \| 1 de març de 1979 \| 5-Hour Energy (2014) \| \| \| Rémi Pelletier-Roy \| 4 de juliol de 1990 \| \| \| \| Michael Rice \| 25 de gener de 1996 \| \| \| \| Marc-Antoine Soucy \| 22 de abril de 1995 \| \| \| \| Darcy Woolley \| 18 de agost de 1993 \| \| \| \| \| \| \| \| \| Fonts: ProCyclingStats Cycling Archives \| \| \| \| |                      |                       |  |
| Llista de l'equip 2016 |                      |                       |  |
| Ciclista | Data de naixement    | Equip previ           |  |
| David Boily | 28 de abril de 1990  | SpiderTech-C10 (2013) |  |
| Olivier Brisebois | 12 de abril de 1995  |                       |  |
| Alexis Cartier | 12 de gener de 1991  |                       |  |
| Simon-Pierre Gauthier | 25 de febrer de 1993 |                       |  |
| Bruno Langlois | 1 de març de 1979    | 5-Hour Energy (2014)  |  |
| Rémi Pelletier-Roy | 4 de juliol de 1990  |                       |  |
| Michael Rice | 25 de gener de 1996  |                       |  |
| Marc-Antoine Soucy | 22 de abril de 1995  |                       |  |
| Darcy Woolley | 18 de agost de 1993  |                       |  |
| |                      |                       |  |
| Fonts: ProCyclingStats Cycling Archives |                      |                       |  |

| \| Llista de l'equip 2017 \| Llista de l'equip 2017 \| Llista de l'equip 2017 \| Llista de l'equip 2017 \| \| Ciclista \| Data de naixement \| Equip previ \| \| \| --------------------------------------- \| ---------------------- \| ---------------------- \| ---------------------- \| \| Olivier Brisebois \| 12 de abril de 1995 \| \| \| \| Félix Cote-Bouvette \| 8 de juliol de 1993 \| \| \| \| Jean-Simon D'Anjou \| 19 de març de 1996 \| \| \| \| Elliott Doyle \| 20 de gener de 1994 \| \| \| \| Geoffroy Dussault (14 de jul–31 de des) \| 14 de febrer de 1986 \| \| \| \| Simon-Pierre Gauthier \| 25 de febrer de 1993 \| \| \| \| Bruno Langlois \| 1 de març de 1979 \| 5-Hour Energy (2014) \| \| \| Marc-Antoine Soucy (1 de gen–12 de jul) \| 22 de abril de 1995 \| \| \| \| Jean-François Soucy \| 5 de setembre de 1997 \| \| \| \| \| \| \| \| \| Font: UCI \| \| \| \|Nota: Olivier Brisebois Nota: Félix Cote-Bouvette Nota: Jean-Simon D'Anjou Nota: Elliott Doyle Nota: Geoffroy Dussault Nota: Simon-Pierre Gauthier |                       |                      |  |
| Llista de l'equip 2017 |                       |                      |  |
| Ciclista | Data de naixement     | Equip previ          |  |
| Olivier Brisebois | 12 de abril de 1995   |                      |  |
| Félix Cote-Bouvette | 8 de juliol de 1993   |                      |  |
| Jean-Simon D'Anjou | 19 de març de 1996    |                      |  |
| Elliott Doyle | 20 de gener de 1994   |                      |  |
| Geoffroy Dussault (14 de jul–31 de des) | 14 de febrer de 1986  |                      |  |
| Simon-Pierre Gauthier | 25 de febrer de 1993  |                      |  |
| Bruno Langlois | 1 de març de 1979     | 5-Hour Energy (2014) |  |
| Marc-Antoine Soucy (1 de gen–12 de jul) | 22 de abril de 1995   |                      |  |
| Jean-François Soucy | 5 de setembre de 1997 |                      |  |
| |                       |                      |  |
| Font: UCI |                       |                      |  |

## Classificacions UCI

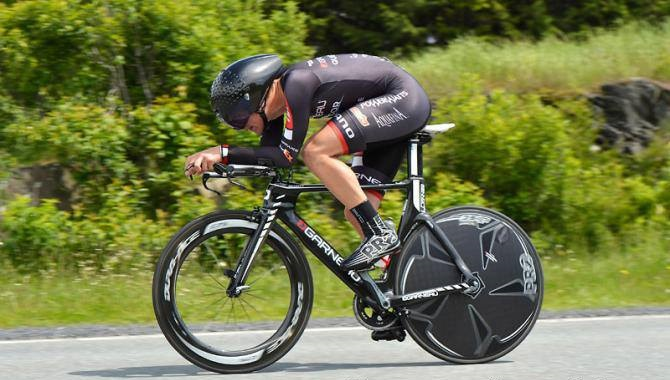
Alexander Cataford al 2013

L'equip participa en les proves dels circuits continentals i principalment en les curses del calendari de l'UCI Amèrica Tour. Aquesta taula presenta les classificacions de l'equip als circuits, així com el seu millor corredor en la classificació individual.
UCI Àfrica Tour
| Temporada | Classificació per equips | Millor ciclista en la classificació individual |
| --------- | ------------------------ | ---------------------------------------------- |
| 2013      | 12è                      | Bruno Langlois (68è)                           |
| 2014      | 12è                      | Janvier Hadi (16è)                             |

UCI Amèrica Tour
| Temporada | Classificació per equips | Millor ciclista en la classificació individual |
| --------- | ------------------------ | ---------------------------------------------- |
| 2013      | 30è                      | Adam Farabaugh (199è)                          |
| 2014      | 9è                       | Pierrick Naud (40è)                            |
| 2015      | 31è                      | Jason Lowndes (137è)                           |
| 2016      | 13è                      | Bruno Langlois (40è)                           |
| 2017      | 20è                      | Bruno Langlois (39è)                           |

UCI Europa Tour
| Temporada | Classificació per equips | Millor ciclista en la classificació individual |
| --------- | ------------------------ | ---------------------------------------------- |
| 2013      | 115è                     | Rémi Pelletier-Roy (660è)                      |
| 2014      | 33è                      | Pierrick Naud (1057è)                          |